# Oklahoma Sooners

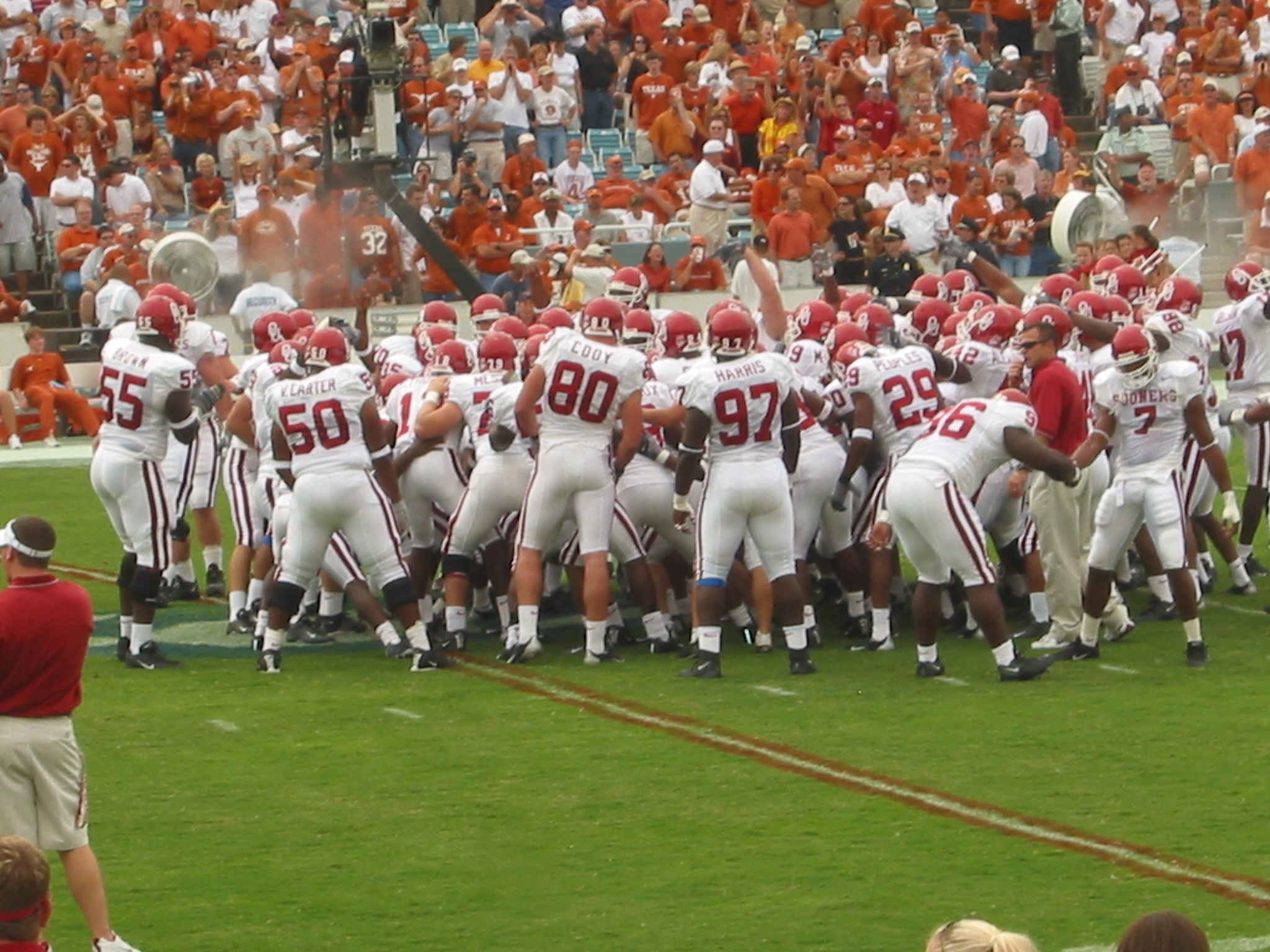
Equipo de fútbol americano de los Sooners.

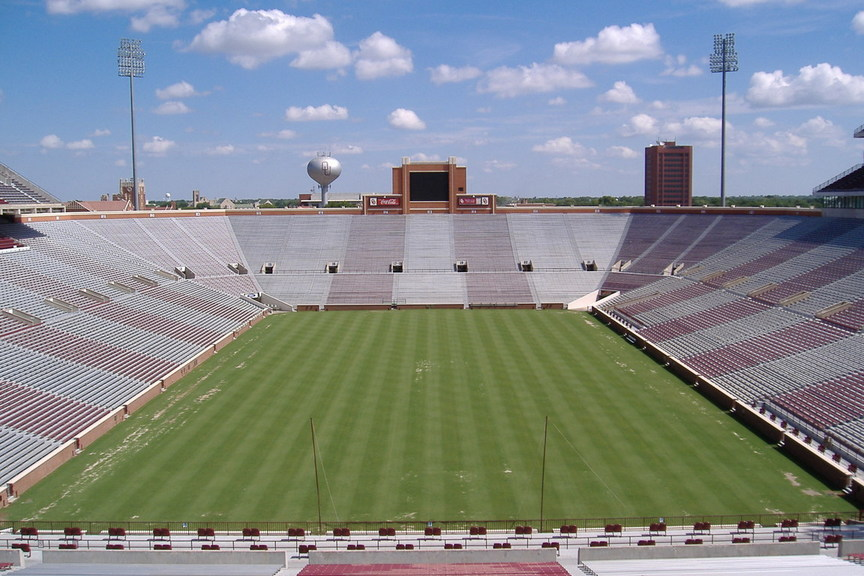
Gaylord Family Oklahoma Memorial Stadium.

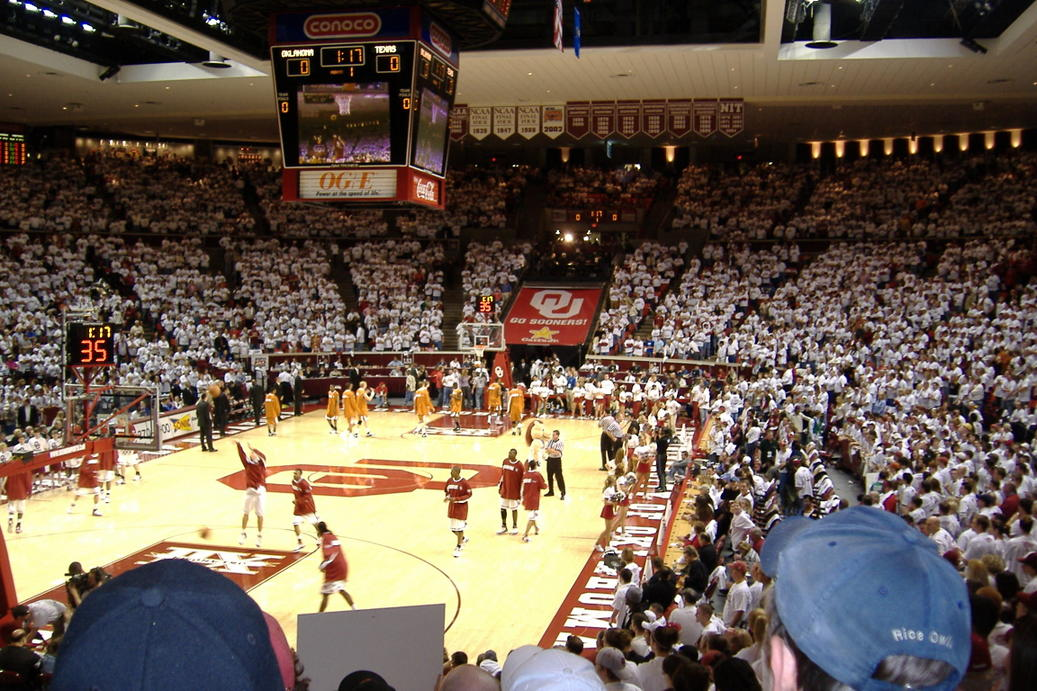
Lloyd Noble Center.

Oklahoma Sooners (español: Tempraneros de Oklahoma) es el nombre de los equipos deportivos de la Universidad de Oklahoma, situada en la ciudad de Norman, Oklahoma. Los equipos de los Sooners participan en las competiciones universitarias organizadas por la NCAA, y forma parte de la Southeastern Conference. Sus colores son el carmesí y el crema.

## Apodo
El origen del sobrenombre de Sooners proviene de los primeros colonos del estado de Oklahoma, los pioneros en establecerse en el oeste americano, llamados así a finales del siglo XIX. Su logotipo ha sido durante muchos años representado por una caravana.

## Deportes
Los Sooners compiten con 19 equipos oficiales, 9 masculinos y 10 femeninos. Todos ellos compiten en la Southeastern Conference.

### Fútbol americano
Es, sin duda, el deporte rey en Oklahoma. el equipo fue creado en 1895. A lo largo de su historia han conseguido 7 títulos nacionales (empatan con la Universidad de Alabama en ser el equipo con mayor número de títulos nacionales tras la Segunda Guerra Mundial) y 43 títulos de conferencia.
Oklahom ha ganado 28 bowls en 47 disputados, lo que lo coloca tercero en el historial de la NCAA. Ostenta el récord de victorias en el Orange Bowl, con 12 en 18 apariciones. También ganó el Sugar Bowl cinco veces en las temporadas 1948, 1949, 1971, 1972 y 2013, el Cotton Bowl en 2001, y el Rose Bowl en 2002. En 2008 perdió el BCS National Championship Game.
Además, de sus filas han salido 142 jugadores que han sido incluidos en la lista All American a los mejores jugadores del año, y han ganado el Trofeo Heisman en 7 ocasiones. 5 entrenadores y 17 jugadores pertenecen al Salón de la Fama Universitario.

### Baloncesto
El equipo masculino de baloncesto fue subcampeón del torneo de la NCAA en 1947 y 1988. 
De esta universidad han salido notables baloncestistas que han pasado por la NBA, cabe destacar a Blake Griffin, Mookie Blaylock, Alvan Adams, Wayman Tisdale, Buddy Hield o Trae Young.
Estos son los números retirados por la universidad de Memphis, en su pabellón, el Lloyd Noble Center, y que no pueden ser usados por ningún otro jugador de la universidad.
| Número | Jugador         | Años      |
| ------ | --------------- | --------- |
| 10     | Mookie Blaylock | 1987–1989 |
| 23     | Wayman Tisdale  | 1982–1985 |
| 23     | Blake Griffin   | 2007–2009 |
| 33     | Alvan Adams     | 1972–1975 |
| 33     | Stacey King     | 1985–1989 |

## Palmarés
A lo largo de su historia han ganado 35 títulos nacionales en diversos deportes:
- Fútbol americano: 7 (1950, 1955, 1956, 1974, 1975, 1985 y 2000), aunque hay otros nueve que le asignan otras encuestas (1949, 1953, 1957, 1967, 1973, 1978, 1980, 1986 y 2003)
- Béisbol: 2 (1951 y 1994)
- Sóftbol: 8 (2000, 2013, 2016, 2017, 2021, 2022, 2023 y 2024)
- Gimnasia femenina: 5 (2014, 2016, 2017, 2019 y 2022)
- Gimnasia masculina: 12 (1977, 1978, 1991, 2002, 2003, 2005, 2006, 2008, 2015, 2016, 2017 y 2018)
- Golf masculino: 2 (1989 y 2017)
- Lucha: 7 (1936, 1951, 1952, 1957, 1960, 1963 y 1974)